# Viện Tiêu chuẩn và Công nghệ Quốc gia
Viện Tiêu chuẩn và Công nghệ Quốc gia (tiếng Anh: National Institute of Standards and Technology – NIST), thường được biết đến với tên gọi Viện Đo lường Quốc gia (National Institute of Metrology – NIM), là một phòng thí nghiệm tiêu chuẩn đo lường và là cơ quan phi quản lý của Bộ Thương mại Hoa Kỳ. Nhiệm vụ chính của nó là thúc đẩy sự đổi mới và khả năng cạnh tranh công nghiệp của Hoa Kỳ bằng cách cải tiến hệ thống đo lường, tiêu chuẩn kỹ thuật và công nghệ theo hướng nâng cao an ninh kinh tế và cải thiện chất lượng cuộc sống của người dân. Các hoạt động của NIST được tổ chức thành các chương trình phòng thí nghiệm bao gồm khoa học và công nghệ nano, kỹ thuật và công nghệ thông tin, nghiên cứu neutron, đo lường vật chất và đo lường vật lý. Từ năm 1901 đến năm 1988, cơ quan này được đặt tên là Cục Tiêu chuẩn Quốc gia (National Bureau of Standards – NBS).
NIST có ngân sách hoạt động năm tài chính 2007 (1 tháng 10 năm 2006-30 tháng 9 năm 2007) khoảng 843,3 triệu USD. Ngân sách năm 2009 là 992 triệu USD, và NIST cũng nhận được 610 triệu USD theo đạo luật Tái thiết và Tái đầu tư Hoa Kỳ năm 2009. NIST trả lương cho khoảng 2.900 nhà khoa học, kỹ sư, kỹ thuật viên và các nhân viên quản lý và hỗ trợ. Đóng góp vào đội ngũ nhân viên của NIST còn khoảng 1.800 cộng tác viên là các nhà nghiên cứu và kỹ sư khách mời đến từ các công ty của Hoa Kỳ và nước ngoài.